# Землетрясение в Чили (2010)
Землетрясение в Чили — мощное землетрясение, произошедшее в субботу 27 февраля 2010 года у побережья Чили, вызвавшее человеческие жертвы, разрушение и образование цунами. Одно из самых крупных землетрясений за последние полвека. Очаг землетрясения находился на глубине 35 километров. Эпицентр — в 90 километрах от столицы Био-Био Консепсьон, второй агломерации страны по величине после Сантьяго. В большей степени от землетрясения магнитудой 8,8 пострадали регионы Био-Био и Мауле. В двух регионах погибли 540 и 64 человека соответственно. В области Либертадор-Хенераль-Бернардо-О’Хиггинс жертвами стихии стали 46, а в Столичной области — 36 человек. Землетрясение вызвало цунами, которое обрушилось на 11 островов и побережье Мауле, однако количество жертв, вызванных цунами, — минимально: большинство жителей побережья успели скрыться от цунами в горах.
Подземные толчки были зафиксированы в 11:39 по местному времени (17:39 мск). По уточнённым данным, эпицентр землетрясения располагался в 150 километрах к юго-западу от столицы страны Сантьяго. Очаг землетрясения находился на глубине 35 километров. Подземные толчки ощущались в нескольких городах центральной части страны, в том числе в Сантьяго и Вальпараисо.

## Характеристика землетрясения[4]
Параметры главного толчка:
- эпицентр — около побережья Чили, 35,909°S, 72,733°W;
- время — 06:34 UTC;
- магнитуда — 8,8;
- глубина очага — 35 км.

### Последующие толчки и другие землетрясения
Афтершоки (повторные толчки), в том числе магнитудой 8,0, продолжали сотрясать Чили ещё долгое время.
Через 20 минут после основного удара был зафиксирован повторный толчок магнитудой чуть более 6 по шкале Рихтера. Через час после основного удара было зафиксировано ещё два толчка магнитудой 5,4 и 5,6 .
Два новых подземных толчка были зафиксированы у побережья Чили через несколько часов после главного землетрясения. Их магнитуда составила 6,9 и 5,4. Произошли они примерно с часовой разницей и в том же районе, что и первое землетрясение.
Два новых землетрясения произошли 3 марта. Величина подземных толчков составила 5,9 и 6,3 по шкале Рихтера соответственно по данным Геологической службы США. Подземные толчки были зафиксированы на глубине 31 километра в 50 километрах севернее города Консепсьон.
11 марта 2010 года в Чили произошла серия подземных толчков с максимальной магнитудой в 7,2, из-за чего возникла угроза цунами.
Три подземных толчка были зафиксированы 11 марта в 11:39 по местному времени (17:39 мск). Эпицентр землетрясения располагался в 150 километрах к юго-западу от столицы страны Сантьяго, очаг стихии находился на глубине 35 километров. По данным агентства Франс Пресс, подземные толчки ощущались в нескольких городах центральной части страны, в том числе в Сантьяго и Вальпараисо.
Подземные толчки произошли буквально за несколько минут до принятия присяги новым президентом страны Себастьяном Пиньерой в Вальпараисо.
16 марта 2010 года основному землетрясению последовало землетрясение магнитудой 6,7.
2 апреля 2010 — афтершок магнитудой 6. 23 апреля 2010 — афтершок магнитудой 6.
3 мая 2010 года в этом же регионе произошёл афтершок магнитудой 6,3.

### Мощность землетрясения
Землетрясение магнитудой 8,8, происшедшее 27 февраля в Чили, могло сократить длительность дня на Земле. К такому выводу пришёл исследователь лаборатории реактивного движения NASA Ричард Гросс. Ученый вычислил, как вращение Земли должно было измениться в результате подземных толчков на территории Чили. Используя сложную модель, Гросс вместе с группой ученых рассчитал, что землетрясение могло сократить каждый земной день на 1,26 микросекунды.
По данным специалистов, город Консепсьон, больше всего пострадавший от подземных толчков, теперь находится более чем на три метра западнее своего прежнего расположения. А столица страны Сантьяго сместилась на 27 сантиметров к юго-западу. Землетрясение вызвало также смещения в различных частях Южной Америки от Фолклендских островов до города Форталеза в Бразилии. Так, например, столица Аргентины — Буэнос-Айрес сместилась на 2,5 сантиметра на запад.

### Земная ось
Как сообщили американские учёные, из-за землетрясения ось вращения Земли сместилась на 8 см в сторону 112-го градуса восточной долготы. Британские учёные показали, что длительность суток сократилась на 1,2 микросекунды.

### Цунами
Чилийское землетрясение вызвало цунами. Через двадцать минут после подземного толчка морская волна высотой в два с лишним метра обрушилась на побережье Чили. Волны обрушились на 11 чилийских городов. На острове Робинзон-Крузо из чилийского архипелага Хуан-Фернандес трёхметровая волна унесла жизни как минимум пяти человек. В Новой Зеландии максимальная высота волн составила два метра, в Японии — 1,2 метра, в Австралии — 40 сантиметров. Наиболее высокие волны на территории России — 90 сантиметров — были зафиксированы на Камчатке.

## Последствия
Около двух миллионов чилийцев остались без крова в результате разрушительного землетрясения, более 800 человек погибли, 1200 человек пропали без вести, повреждено 1,5 миллиона домов. Президент Чили Мишель Бачелет в обращении к нации сообщила, что в связи со стихией начало нового учебного года переносится на 8 марта. В некоторых городах страны было введено чрезвычайное положение.
- Карта Чили с обозначенным эпицентром землетрясения
- Собор Rancagua после землетрясения 2010 г. в Чили.
- Музей изящных искусств в столице Чили — Сантьяго
- Разрушенное при падении 20-этажное здание в Консепсьоне, см. рекламный ролик
- Последствия землетрясения в Вальпараисо
- Разрушения в центре Консепсьона сразу после землетрясения
- Пострадавшее жилое строение в Майпу — коммуне города Сантьяго
- Обрушившийся участок хайвея Веспучио в Сантьяго

### Экономический ущерб
По данным базирующейся в США международной группы по оценке последствий катастроф (EQECAT), сумма ущерба от землетрясения в Чили варьируется от 15 до 30 миллиардов долларов. По оценкам чилийских властей, в результате землетрясения экономике страны, некогда считавшейся примером стабильности в Латинской Америке, нанесён многомиллиардный ущерб, без крова остались около 2 миллионов человек, повреждены 1,5 миллиона домов, из которых 500 тысяч не подлежат восстановлению. В пострадавших районах страны ведутся работы по восстановлению подачи воды и электроэнергии.
Страховые гиганты Swiss Re и Munich Re оценивают свои вероятные потери от землетрясения в Чили на сумму около $500 млн или больше для каждой компании. При этом, по их же оценке, страховая индустрия в целом понесёт потери от $4 млрд до $7 млрд.
Пострадали и чилийские виноделы. Более 125 млн литров знаменитого чилийского вина стоимостью в 250 млн долларов было уничтожено землетрясением. «Производители вина полагают, что потеряли 12 % вина урожая 2009 года, хранившегося в цистернах, бочках и бутылках», — заявил Альфредо Бартоламаус, представляющий интересы чилийских виноделов в США.
Вино является одной из пяти важнейших статей чилийского экспорта, а 70 % чилийских виноградников оказались вблизи эпицентра землетрясения. Наибольший урон пришёлся на хозяйства в долинах Кольчагуа, Курико и Мауле. А крупнейшее винодельческое хозяйство в стране — Vina Concha y Toro SA — объявило о временном прекращении производства.
Ущерб, нанесённый рыбному хозяйству Японии в результате достигшего берегов страны цунами 28 февраля, оценивается в 2,44 миллиарда иен (около 27 миллионов долларов).

## Гуманитарная помощь
Первый самолёт МЧС РФ Ил-76 вылетел 3 марта с подмосковного аэродрома «Раменское» в 9:00. На борту самолёта — 28 тонн гуманитарного груза, среди которого палатки, электростанции, насосы, одеяла и продукты питания. Также Евросоюз выделил три миллиона евро в качестве срочной помощи населению Чили, пострадавшему в результате мощного землетрясения, объявил председатель Еврокомиссии Жозе Мануэл Баррозу.
«Департамент гуманитарной помощи Еврокомиссии готов в любой момент принять решение об оказании срочной гуманитарной помощи на сумму три миллиона евро для того, чтобы обеспечить самые срочные нужды», — сказал Баррозу. По его словам, ЕС готов оказать властям Чили всю необходимую помощь.